# جزيرة أسبير
جزيرة أسبير تقع غرب جزيرة كبودان بإيران، وتبعد مسافة 27 كم من ميناء كلمخانه، تبلغ مساحة الجزيرة حوالي 1151 هكتار ويبلغ ارتفاع الجزيرة 1270 كم فوق سطح البحر، كما أنها تستقبل الطيور المهاجرة سنوياً، مثل طائر الفلامينغو، والبليكان والببغاء والأوز. كم تم إنشاء مرسى بحري صغير في الجزيرة.